# Liveni
Liveni – wieś w Rumunii, w okręgu Botoszany, w gminie Manoleasa. W 2011 roku liczyła 610 mieszkańców.